# Nantes Rezé Métropole Volley 2021-2022
Questa voce raccoglie le informazioni riguardanti il Nantes Rezé Métropole Volley nelle competizioni ufficiali della stagione 2021-2022.

## Organigramma societario
Area direttiva
- Presidente: Thierry Rose

Area tecnica
- Allenatore: Hubert Henno

Area sanitaria
- Preparatore atletico: Frantz Granvorka

## Rosa
| N° | Nome             | Ruolo | Data di nascita   | Nazionalità sportiva |
| -- | ---------------- | ----- | ----------------- | -------------------- |
| 2  | Yannick Bazin    | P     | 18 giugno 1983    | Francia              |
| 3  | Davy Moraes      | O     | 7 aprile 1997     | Brasile              |
| 3  | Michel Saraiva   | C     | 9 novembre 1993   | Brasile              |
| 4  | Timothé Galtié   | S     | 14 marzo 2003     | Francia              |
| 5  | Adam Bartoš      | S     | 27 aprile 1992    | Rep. Ceca            |
| 6  | Valentin Wang Si | O     | 7 dicembre 2001   | Francia              |
| 8  | Kévin François   | S     | 14 gennaio 1999   | Francia              |
| 10 | Steve Peironet   | L     | 20 maggio 1985    | Francia              |
| 12 | Julien Pasquier  | L     | 8 luglio 2003     | Francia              |
| 13 | Tanguy Lemeur    | L     | 22 maggio 2001    | Francia              |
| 14 | Mathias Loupias  | C     | 15 agosto 1999    | Francia              |
| 15 | Pétrus Montes    | C     | 5 maggio 1987     | Brasile              |
| 16 | Robin Neraudeau  | P     | 18 marzo 1999     | Francia              |
| 16 | François Huetz   | C     | 5 giugno 2000     | Francia              |
| 17 | Tomás López      | S     | 12 settembre 1994 | Argentina            |
| 18 | Martin Repák     | P     | 31 marzo 1981     | Slovacchia           |